# Đại dịch COVID-19 tại Sint Eustatius
Đại dịch COVID-19 tại Palau là một phần của đại dịch toàn cầu do virus corona 2019 (COVID-19) gây ra, được xác nhận là đã đến vùng Caribe thuộc Hà Lan của Sint Eustatius vào ngày 31 tháng 3 năm 2020. Vào ngày 5 tháng 5 năm 2020, tất cả các trường hợp đã hồi phục.

## Bối cảnh
Vào ngày 12 tháng 1 năm 2020, Tổ chức Y tế Thế giới (WHO) xác nhận rằng coronavirus mới là nguyên nhân gây ra bệnh đường hô hấp ở một nhóm người ở thành phố Vũ Hán, tỉnh Hồ Bắc, Trung Quốc và đã được báo cáo cho WHO vào ngày 31 tháng 12 năm 2019.
Tỷ lệ ca tử vong đối với COVID-19 thấp hơn nhiều so với đại dịch SARS năm 2003, nhưng tốc độ truyền bệnh cao hơn đáng kể cùng với tổng số người chết cũng đáng kể.
Đảo có dân số 3.139 người. Trung tâm Y tế Queen Beatrix do Quỹ Chăm sóc Sức khỏe St. Eustatius điều hành cung cấp dịch vụ chăm sóc y tế trên đảo, nhưng những bệnh nhân cần chăm sóc đặc biệt phải được đưa đến Sint Maarten. Xét nghiệm COVID-19 cũng đang được thực hiện ở Sint Maarten, nhưng do khả năng có hạn, các xét nghiệm cho những người không có triệu chứng sẽ được chuyển đến Guadeloupe, mất từ 3 đến 5 ngày.

## Dòng thời gian
| COVID-19 tại Sint Eustatius () Tử vong Hồi phục Đang điều trị Thg 3Thg 4Thg 515 ngày gần nhất15 ngày gần nhất | COVID-19 tại Sint Eustatius () Tử vong Hồi phục Đang điều trị Thg 3Thg 4Thg 515 ngày gần nhất15 ngày gần nhất | COVID-19 tại Sint Eustatius () Tử vong Hồi phục Đang điều trị Thg 3Thg 4Thg 515 ngày gần nhất15 ngày gần nhất | COVID-19 tại Sint Eustatius () Tử vong Hồi phục Đang điều trị Thg 3Thg 4Thg 515 ngày gần nhất15 ngày gần nhất | COVID-19 tại Sint Eustatius () Tử vong Hồi phục Đang điều trị Thg 3Thg 4Thg 515 ngày gần nhất15 ngày gần nhất |
| --- | --- | --- | --- | --- |
| Ngày | Ngày | | Ca nhiễm | Tử vong |
| 2020-03-31 | 2020-03-31 | | 2(n.a.) | 0(n.a.) |
| ⋮ | ⋮ | | 2(=) | 0(n.a.) |
| 2020-04-20 | 2020-04-20 | | 2(=) | 0(n.a.) |
| ⋮ | ⋮ | | 2(=) | 0(n.a.) |
| 2020-05-05 | 2020-05-05 | | 2(=) | 0(n.a.) |
| Nguồn dữ liệu từ Chính phủ Sint Eustatius qua Facebook                                                        | | | | |

### Tháng 3 năm 2020
Vào ngày 16 tháng 3, sân bay và bến cảng trên đảo không tiếp nhận các chuyến bay quốc tế từ các khu vực có nguy cơ cao như Châu Âu và Mỹ.
Cho đến ngày 26 tháng 3, không có trường hợp nào được xác nhận trong lãnh thổ, với bảy trường hợp nghi ngờ trở lại âm tính. Các trường học cũng đã tạm thời đóng cửa trên đảo. Hầu hết du khách quốc tế hiện cũng bị cấm vào lãnh thổ.
Vào ngày 31 tháng 3, hai trường hợp đầu tiên đã được xác nhận. The patients are young men from the Netherlands who arrived on 15 March and self isolated after arrival.

### Tháng 4 năm 2020
Vào ngày 1 tháng 4, một gói hỗ trợ trị giá 13 triệu € cho các doanh nghiệp, nhân viên và người thất nghiệp đã được công bố cho các đảo BES.
Vào ngày 2 tháng 4, các nhà hàng, quán bar, trung tâm thể thao phải đóng cửa và cấm tụ tập trên 25 người theo thông báo.
Vào ngày 7 tháng 4, Tỉnh trưởng đảo (Island Governor) Marnix van Rij thông báo rằng tất cả các hoạt động kinh doanh không thiết yếu sẽ đóng cửa, trong siêu thị chỉ được phép tối đa 15 người bên trong, bao gồm nhân viên và Sint Eustatius sẽ chưa thực hiện lệnh giới nghiêm. Peter Glerum đã được Cơ quan Nhà nước St. Eustatius bổ nhiệm làm cố vấn quản lý khủng hoảng.
Vào ngày 17 tháng 4, một đơn vị chăm sóc di động đặc biệt đã được chuyển đến từ Maastricht qua Sint Maarten. Hai trường hợp dương tính đã được kiểm tra lại và vẫn cho kết quả dương tính.
Tính đến ngày 19 tháng 4, 19 người đã được xét nghiệm và 15 người đang tự cách ly.
Vào ngày 20 tháng 4, có tin số ca dương tính tăng lên 1, nhưng chỉ là 1 ca hồi phục.
Vào ngày 22 tháng 4, một bệnh viện dã chiến bán kiên cố đã đến Sint Eustatius và sẽ được sử dụng cho bệnh nhân COVID-19 ở Bonaire, Sint Eustatius và Saba. Bệnh viện dã chiến gồm sáu giường ICU, và dự kiến sẽ hoạt động vào ngày 8 tháng 5.
Vào ngày 23 tháng 4, những người được chuyển đến Trung tâm Y tế Sint Maarten bằng trực thăng vào ngày 21 tháng 4 đã có kết quả xét nghiệm âm tính.
Vào ngày 25 tháng 4, có thông báo rằng để giảm bớt khó khăn kinh tế, biểu giá cố định cho điện và nước sẽ được đặt bằng 0 và giá internet sẽ được đặt thành 25 đô la - từ ngày 1 tháng 5 cho đến cuối năm. Hòn đảo cũng sẽ nhận được 150.000 € viện trợ lương thực.
Vào ngày 28 tháng 4, Tỉnh trưởng Marnix van Rij thông báo rằng các chuyến bay hồi hương cho các công dân châu Âu và Hoa Kỳ bị mắc kẹt ở Sint Eustatius đang được lên kế hoạch. St Eustatius hợp tác với Lực lượng Cứu hỏa Hà Lan vùng Caribe chuẩn bị chiến lược chung chống cơn bão COVID-19 này.

### Tháng 5 năm 2020
Vào ngày 1 tháng 5, Tỉnh trưởng Marnix van Rij thông báo rằng các trường học sẽ dần dần mở cửa trở lại từ ngày 11 tháng 5 trở đi.
Vào ngày 5 tháng 5, tất cả các trường hợp đều bình phục. Vẫn còn một mẫu xét nghiệm đang chờ xử lý. Sắc lệnh khẩn cấp sẽ hết hiệu lực vào ngày 15 tháng 5.
Vào ngày 18 tháng 5, Trung tâm Y tế Queen Beatrix dần dần mở cửa trở lại nhưng vẫn duy trì một vài điều kiện phòng chống dịch.